# 夏の魔物 (スピッツの曲)
「夏の魔物」（なつのまもの）は、日本のロックバンド・スピッツの楽曲。1991年6月25日にポリドールより通算2作目のシングルとして発売。

## 概要
1stアルバム『スピッツ』収録曲。同アルバム収録の「ニノウデの世界」が、アルバム発売翌月に大阪のFM局・FM802の邦楽ヘビーローテーションとなったため、これをカップリング曲とした上でシングルカットされた。
ジャケットは東京都葛飾区に存在した「堀切卓球会館」で撮影されている。

## 収録曲
1. 夏の魔物（作詞、作曲／草野正宗　編曲／スピッツ）
収録アルバム：『スピッツ』、『CYCLE HIT 1991-1997 Spitz Complete Single Collection』
2. ニノウデの世界（作詞、作曲／草野正宗　編曲／スピッツ）
収録アルバム：『スピッツ』

## 演奏
夏の魔物
- 草野マサムネ: Vocals, Guitars
- 三輪テツヤ: Guitars
- 田村明浩: Bass
- 﨑山龍男: Drums

## カバー
スピッツ・カバーアルバム『一期一会 Sweets for my SPITZ』（2002年）にて、小島麻由美がカバーしている。
また、2017年に開催された野外音楽フェスティバル『Reborn-Art Festival 2017 × ap bank fes』で、Mr.Childrenの櫻井和寿がボーカルを担当しているBank Bandがカバーした。